# Didymosphaeria lignomaris
Didymosphaeria lignomaris är en lavart som beskrevs av Strongman & J.D. Mill. 1986. Didymosphaeria lignomaris ingår i släktet Didymosphaeria och familjen Didymosphaeriaceae.   Inga underarter finns listade i Catalogue of Life.